# بریگیت مونهاپت
بریگیت مارگریت ایدا مونهاپت (به آلمانی: Brigitte Margret Ida Mohnhaupt متولد ۲۴ ژوئن ۱۹۴۹) یک زن اهل آلمان است که در ارتباط تروریستی با عضویت در نسل دوم فراکسیون ارتش سرخ (RAF) محکوم شده‌است. او همچنین عضو جمعیت بیماران سوسیالیست (SPK) بود و از سال ۱۹۷۱ تا سال ۱۹۸۲ در فراکسیون ارتش سرخ فعالیت داشت.
بریگیت مونهاپت از اعضای سرشناس فراکسیون ارتش سرخ (گروهی که به نام بادر ماینهوف هم شهرت داشت) بود و در موج وحشتی که سال ۱۹۷۷ به راه افتاد و عنوان «پائیز آلمان» را گرفت، دست داشت. او زمانی به عنوان شرورترین وخطرناک‌ترین زن در آلمان شناخته می‌شد.
این گروه چپ افراطی با مجموعه‌ای از آدم‌ربایی، قتل و بمب‌گذاری در دهه ۷۰ میلادی در آلمان غربی وحشت زیادی ایجاد کردند. آن‌ها در مجموع برای ۳۰ قتل و یک هواپیماربایی مسئول شناخته شدند، کارهایی که به نام مبارزه با سیستم سرمایه‌داری آلمان غربی انجام می‌دادند.
مونهاپت سال ۱۹۸۲ دستگیر و به ۵ حبس ابد به علاوه ۱۵ سال زندان برای شرکت در ۹ قتل محکوم شد. در یکی از این قتل‌ها، بریگیت پیش از شلیک به یک بانکدار از فاصله نزدیک، یک دسته گل به او داده بود. مورد دیگر به قتل یک فرمانده آمریکایی و همسرش توسط موشک‌انداز مربوط می‌شد.
با این‌که مونهاپت هرگز از جنایات خود اظهار پشیمانی نکرد و هیچ‌وقت حاضر نشد با مسئولین همکاری کند، اما سال ۲۰۰۷ به شکل مشروط از زندان آزاد شد. آیت تصمیم سر و صدا و جنجال زیادی در آلمان به پا کرد.